# Barrio El Prado (Barranquilla)
El Prado es un barrio de Barranquilla, Colombia. Está ubicado entre las carreras 50 y 60 y entre las calles 53 y 75. Surgió en 1920 como el primer desarrollo urbano planificado del país, donde se aplicaron por primera vez los principios del urbanismo moderno destinado a albergar viviendas exclusivas. Es considerado un hito histórico, arquitectónico y urbano de Barranquilla y Colombia.

## Historia
En los años 1920, Barranquilla se encontraba en “pleno apogeo industrial y comercial y experimentaba gran crecimiento económico”.
Para el año 1900, Benjamín T. Senior y José Fuenmayor Reyes compraron unos predios rurales con el objetivo de hacer una finca ganadera, la cual llamaron El Prado. Después, en 1904, esta hacienda fue vendida a Manuel J. de la Rosa.
En 1918, de la Rosa conoció a Karl Calvin Parrish, ciudadano estadounidense que apenas visitó los terrenos de El Prado pensó en “construir un barrio de residencias escogidas, con amplios jardines y comodidades modernas”.
Parrish, junto con otras dos personas, compraron el terreno por 65.000 pesos, en oro americano, y a través del concejo municipal se tramitaron los permisos para urbanizar El Prado. Con más de 50 mansiones, el barrio se convirtió en un hito arquitectónico.
El 15 de febrero de 1930 se inauguró el Hotel El Prado, primer hotel turístico internacional de la ciudad.
Las edificaciones, originalmente residencias familiares, con el tiempo muchas o fueron demolidas, alteradas o recibieron otros usos; desde los años 1970 en la mayoría de ellas funcionan instituciones educativas, sedes de empresas, bancos, comercios, hoteles, instituciones gubernamentales, entre otras.

## Urbanismo

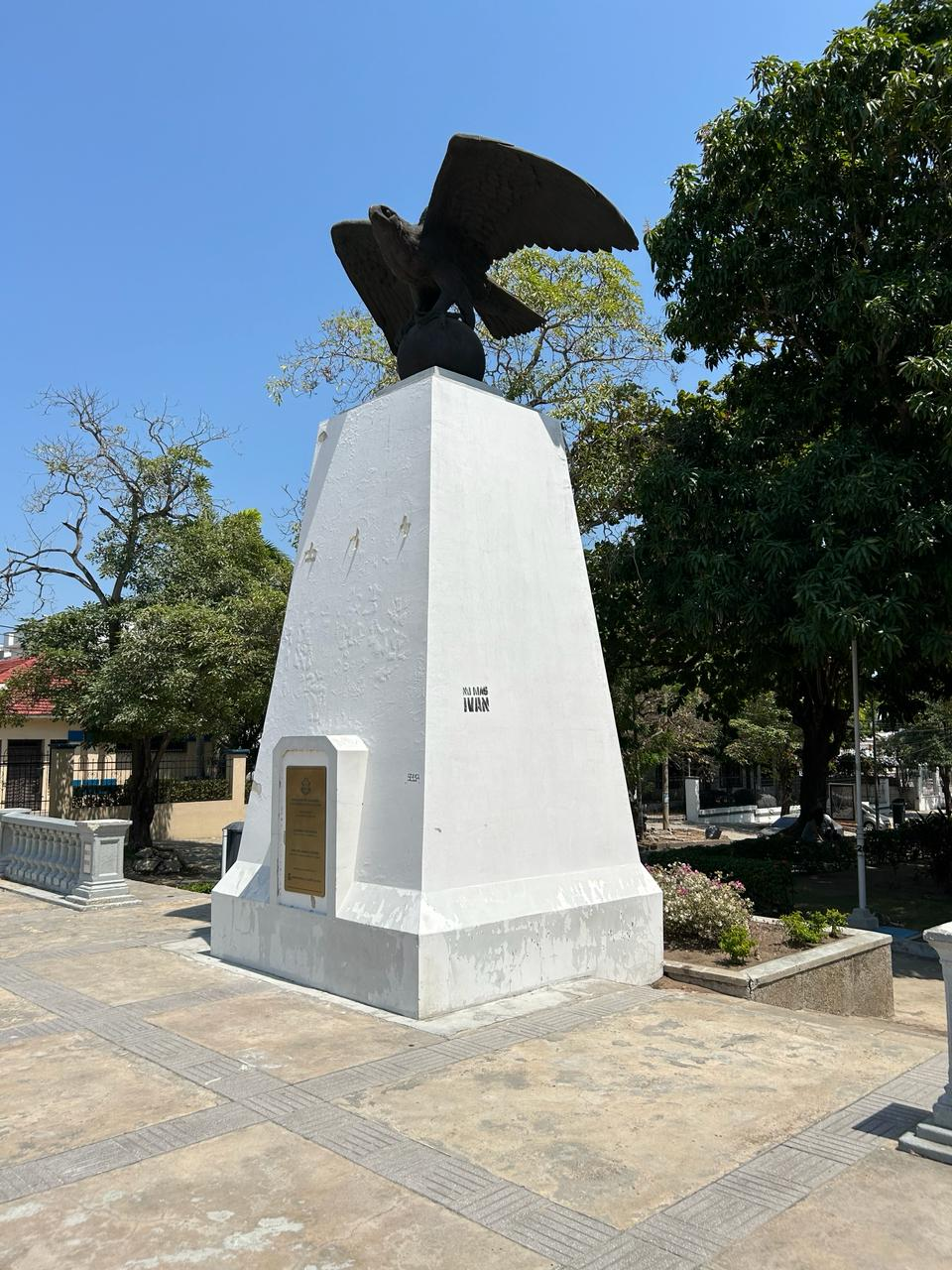
Monumento a los mártires de la aviación

Parrish y Cía. fue pionera en desarrollar el Sistema Técnico de Urbanización, que solo comenzó en Bogotá después de 1940. La idea fue construir un barrio residencial moderno con casas grandes rodeadas de jardines, amplias zonas verdes, calles anchas y con clubes deportivos y campestres. 
El Prado contó con un estricto reglamento elaborado por Parrish, en el cual se prohibía la cría de animales en los patios, así como la construcción de materiales como el bahareque, el zinc y la palma. Con esto, “se planteó la ruptura con el origen rural de la ciudad” y se construyó “al estilo de las grandes urbanizaciones de los Estados Unidos (EE. UU.)”. 
Además, Parrish contrató a Ray Wyrick, un proyectista de parques y urbanizaciones de EE. UU., quien realizó el trazado de calles y drenajes de acuerdo con las condiciones topográficas de la hacienda y las direcciones de los vientos. 

#### Características
El barrio se caracteriza por sus grandes mansiones de estilo neoclásico con amplios antejardines. Cuenta con dos bulevares (carreras 54 y 58) y una avenida central (carrera 54).
- Amplitud espacial
- Casas tipo quinta
- Avenidas
- Bulevares
- Zonas verdes
- Retiros o cajas de aire entre propiedades
- Antejardines
- Terrazas
- Patios
- Parques
- Mobiliario urbano
- Vegetación escogida de acuerdo con el clima y sembrada en espacios adecuados
- Orientación de las edificaciones de acuerdo con la dirección en que soplan los vientos para una buena ventilación aprovechando los alisios y las brisas marinas y procedentes del río

#### Estilos arquitectónicos
- Neoclásico
- Neomediterráneo
- Neomudéjar

### Bulevares

#### Central
Eje principal del barrio. Corresponde a la carrera 54 entre calles 59 y 64. En los años 1960, se convirtió en el parque de los Fundadores de la Aviación. Alberga un águila de bronce, monumento a los pioneros de la aviación y a las víctimas de un accidente aéreo ocurrido en 1924. En 1912, en terrenos que posteriormente ocupó la urbanización, se realizó uno de los primeros vuelos de un biplano en Colombia.

#### Norte
Corresponde a la carrera 58 entre calles 64 y 76.

#### Sur
Corresponde a la carrera 54 entre calles 64 y 76.

## Sitios de interés
- Hotel El Prado
- Museo Romántico
- Centro Cultural Comfamiliar
- Bellas Artes
- Colegio Nuestra Señora de Lourdes
- Universidad Simón Bolívar
- Hotel Majestic

### Templos
- Iglesia Nuestra Señora del Carmen
- Iglesia Nuestra Señora de la Inmaculada Concepción
- Sinagoga Shaare Sedek

### Parques
- Parque los Fundadores (bulevar central, carrera 54) - Monumento a los mártires de la aviación
- Parque Santander
- Parque Cuba

## Patrimonio nacional
El barrio El Prado fue declarado Patrimonio Nacional por el Consejo de Monumentos Nacionales en 2005.

## Galería

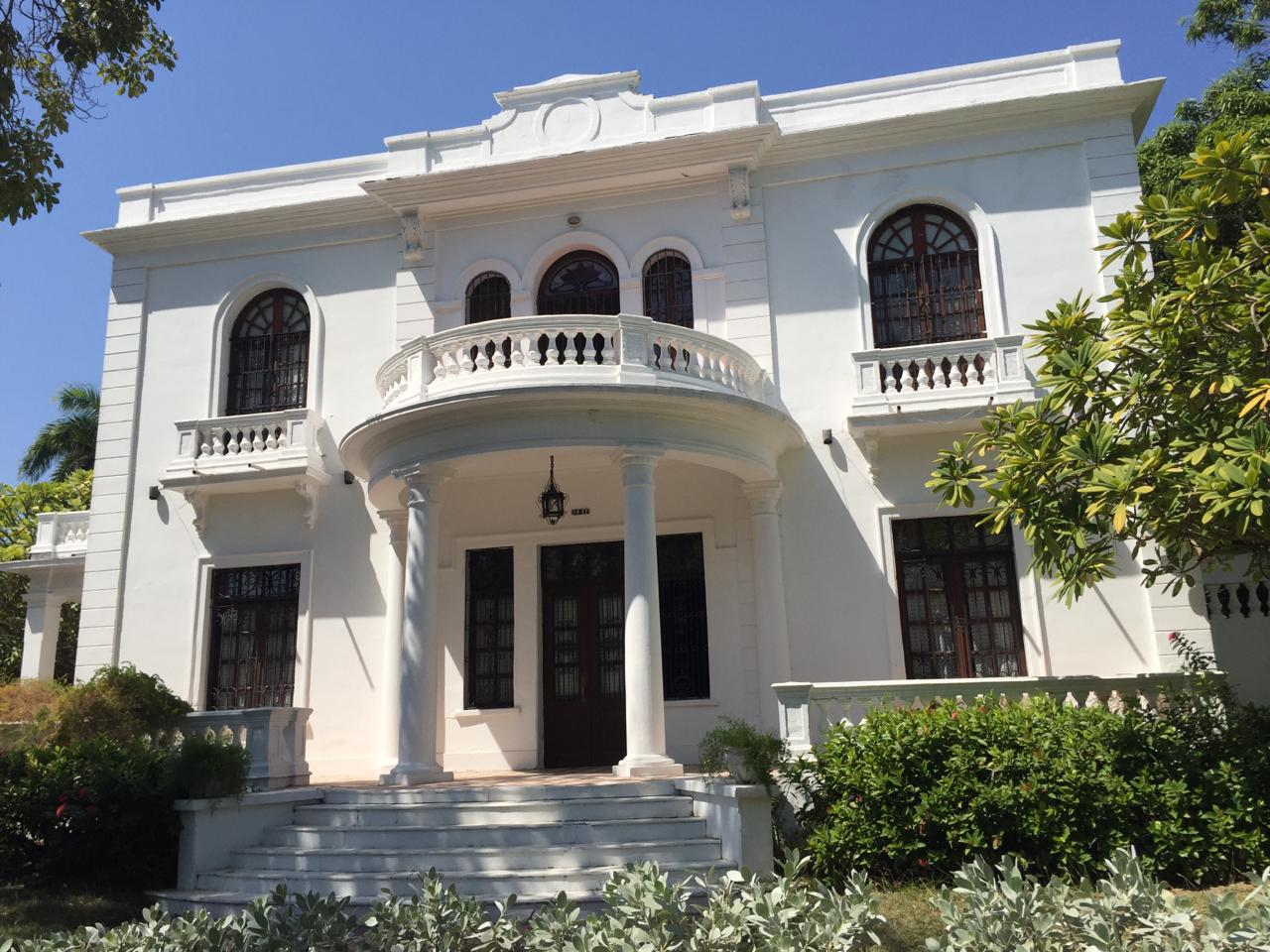
Calle 66, carrera 54
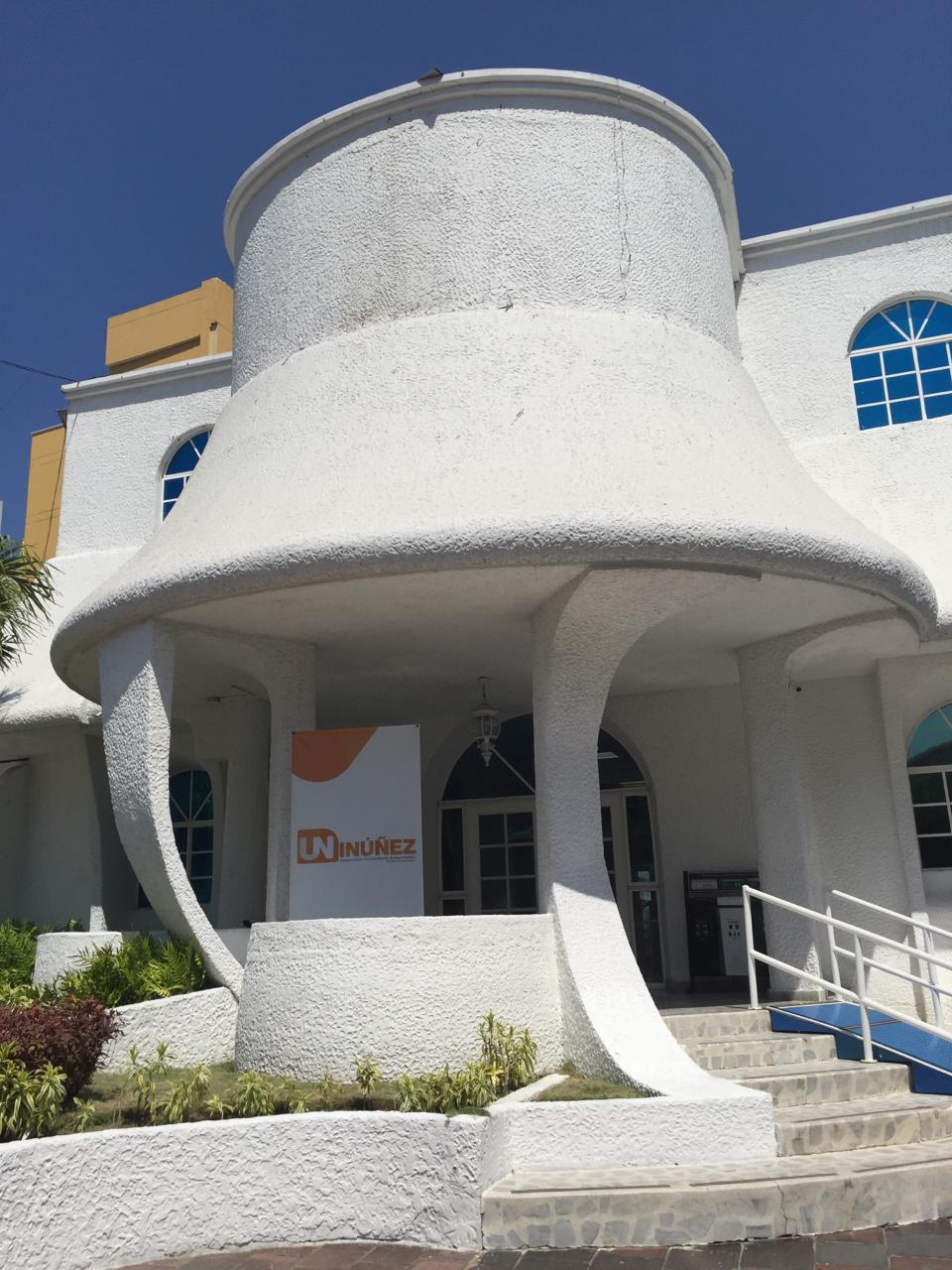
Carrera 54, calle 66
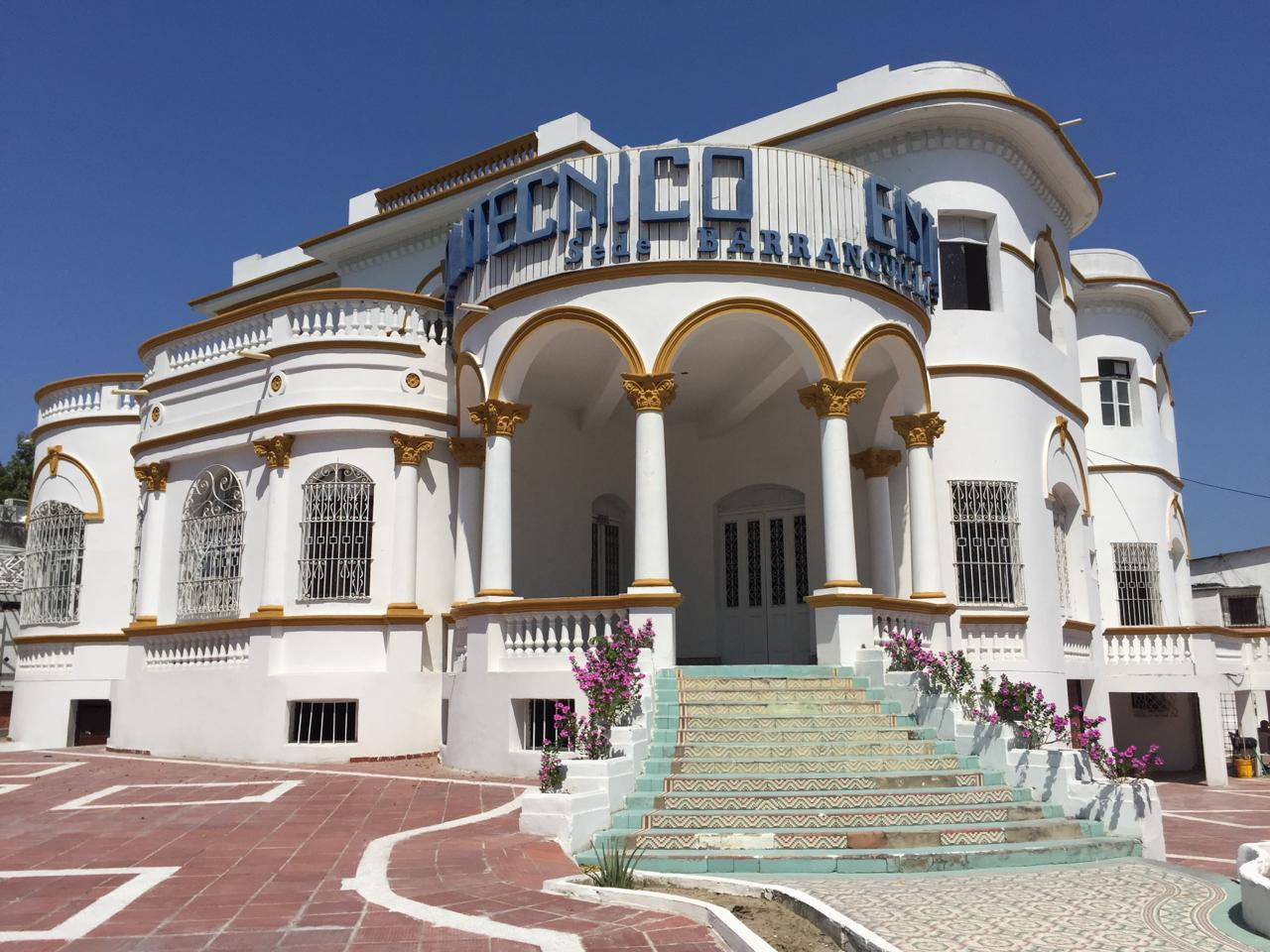
Carrera 54, calle 59
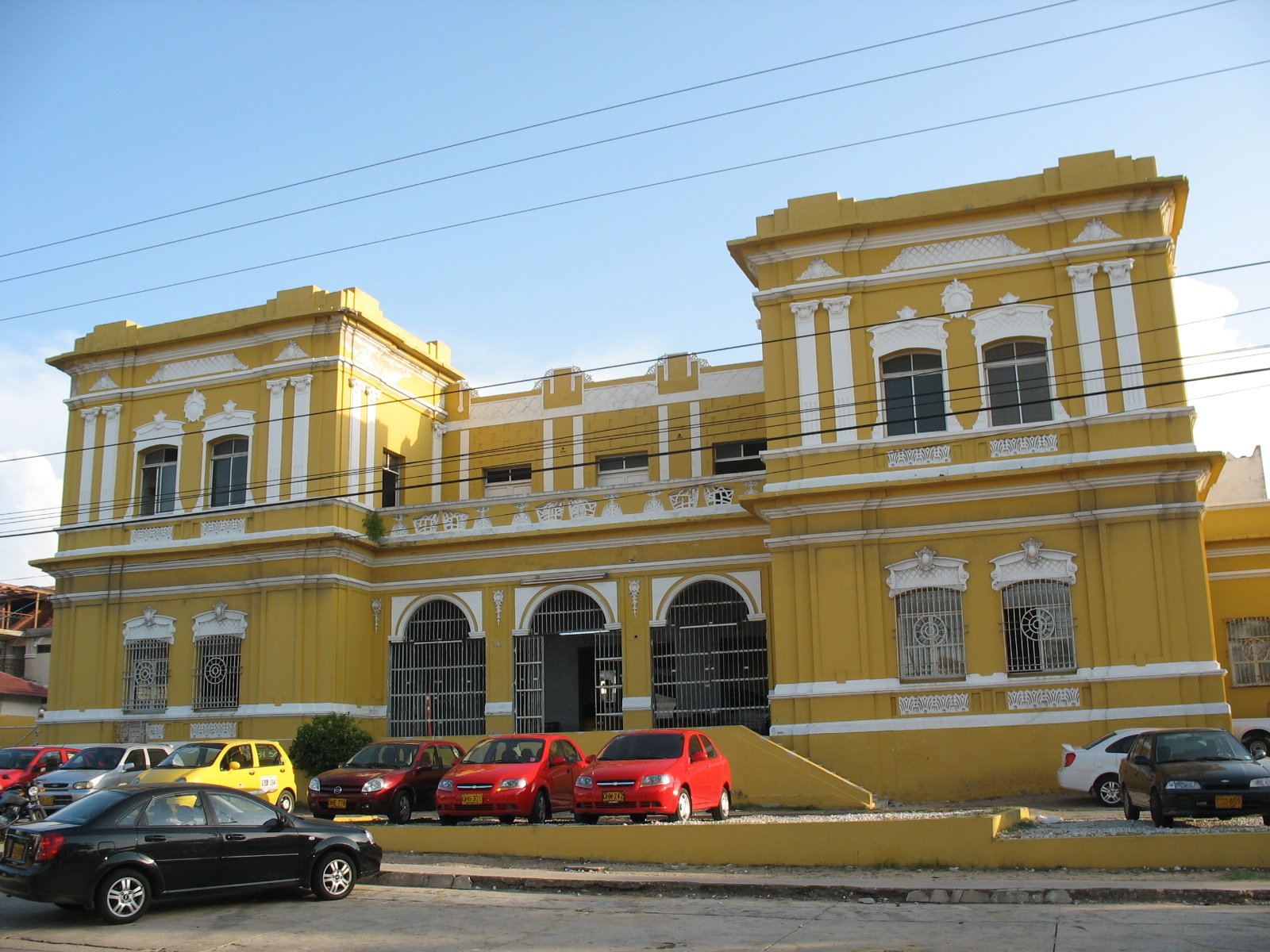
Carrera 53, calle 61
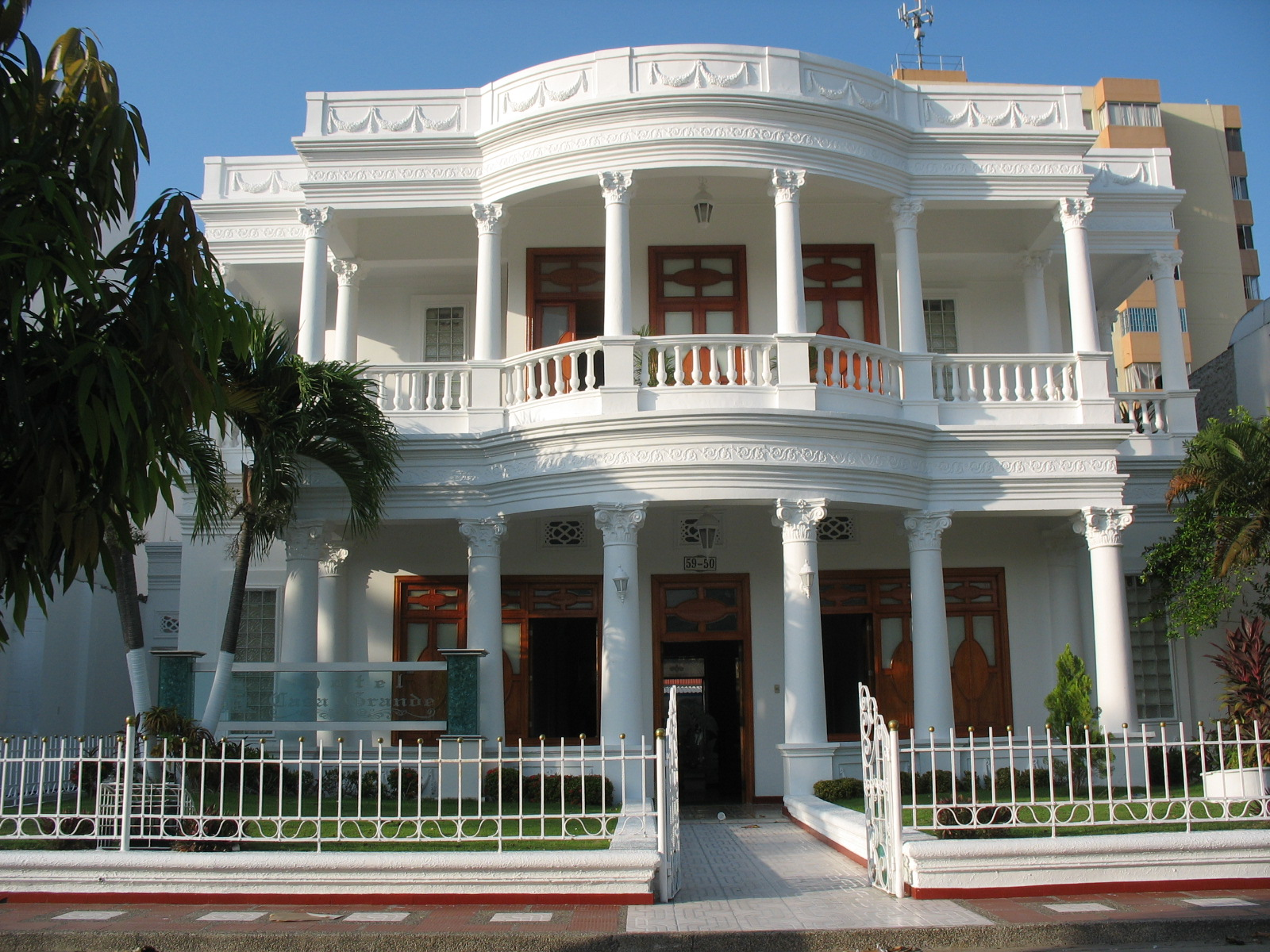
Carrera 53, calle 59
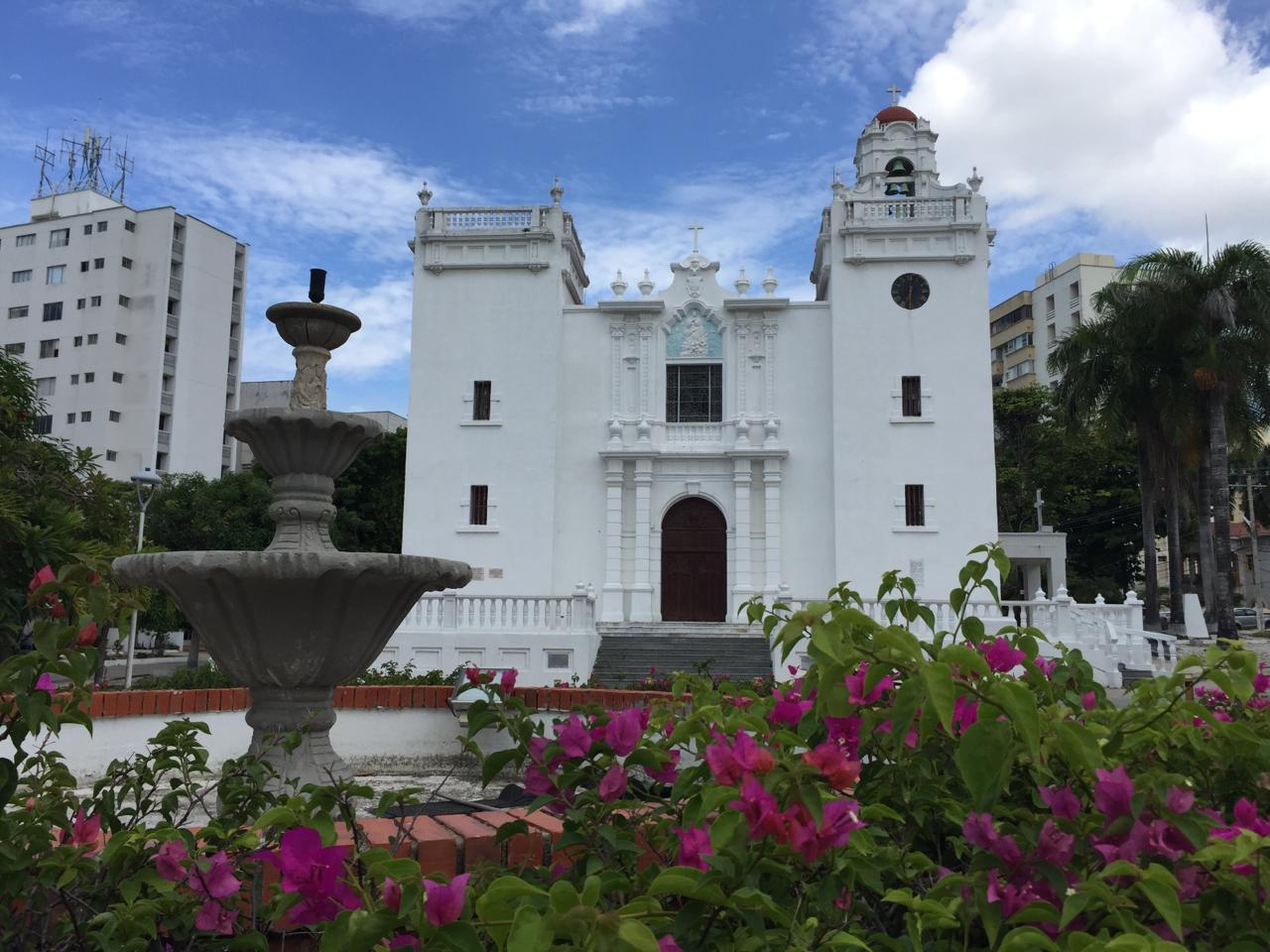
Iglesia de la Inmaculada Concepción
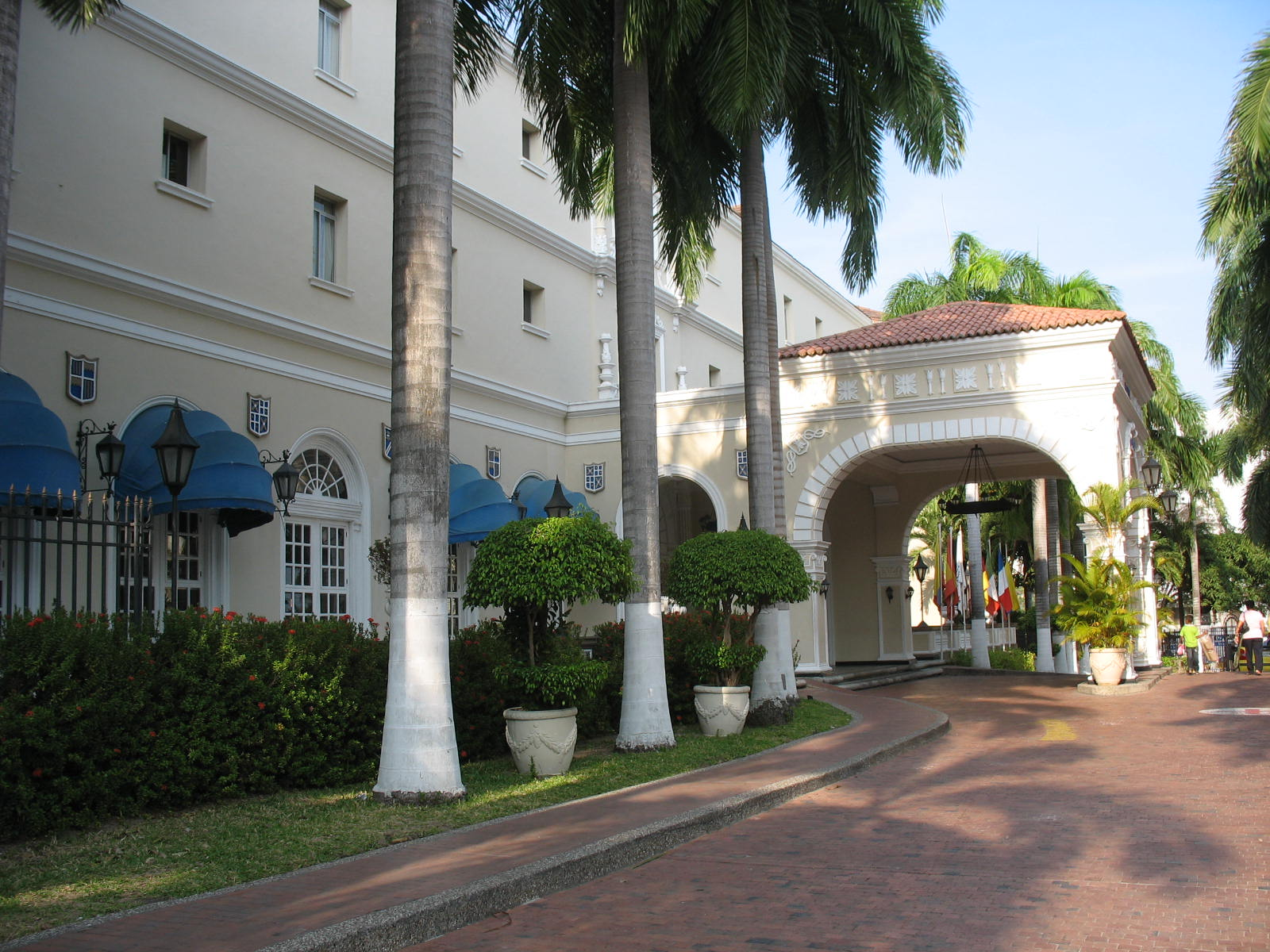
Hotel El Prado
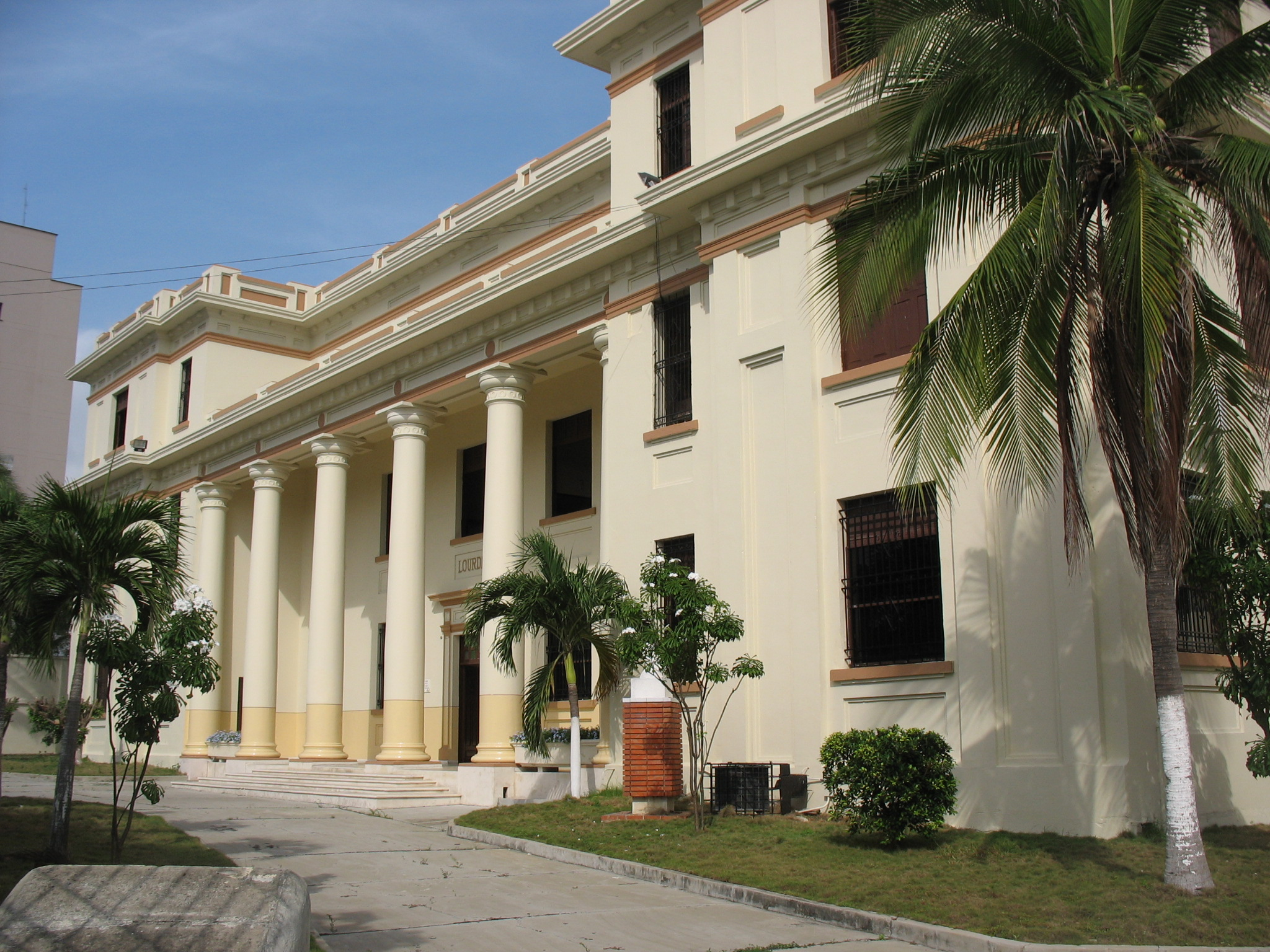
Colegio Nuestra Señora de Lourdes
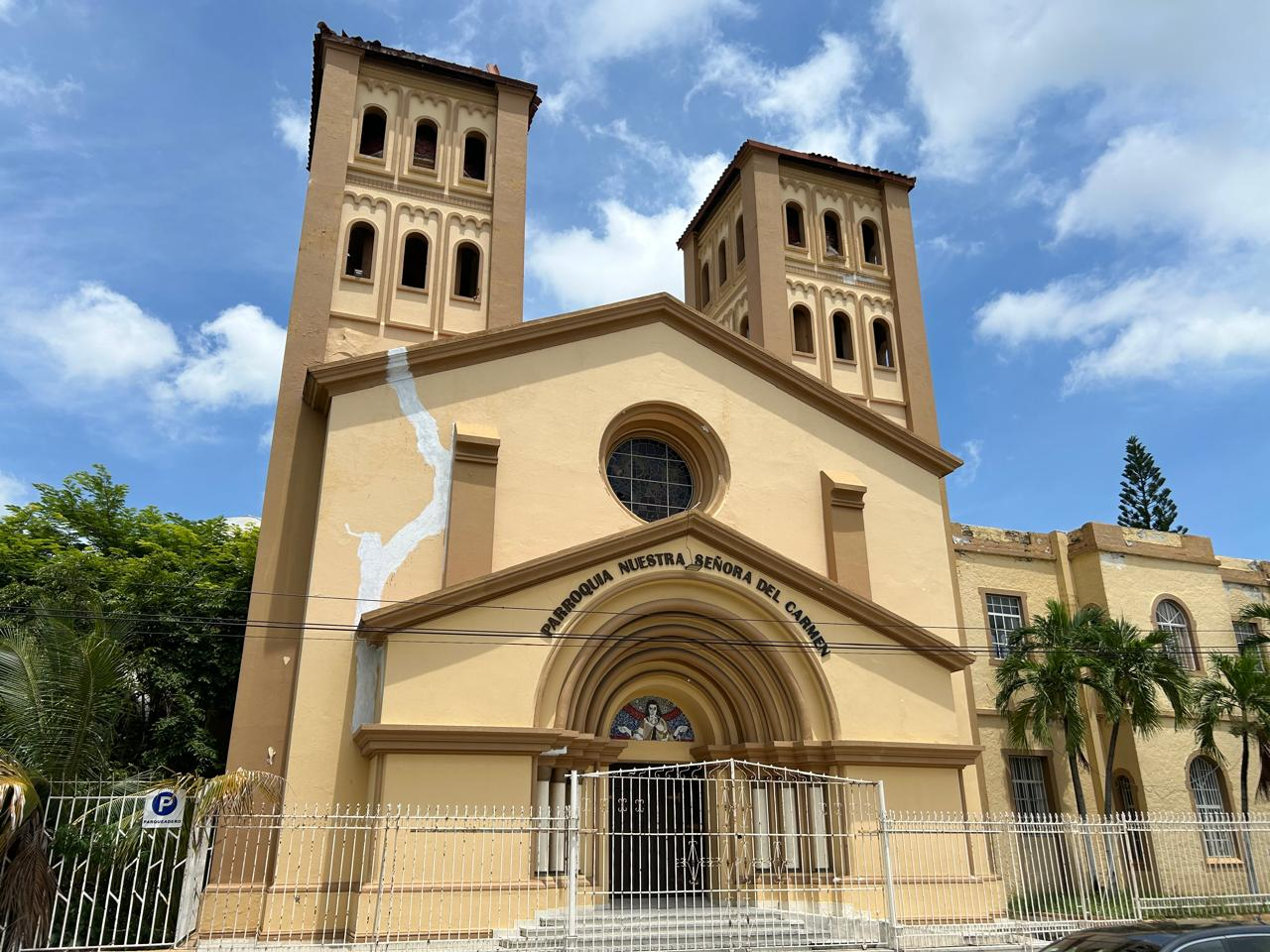
Iglesia Nuestra Señora del Carmen
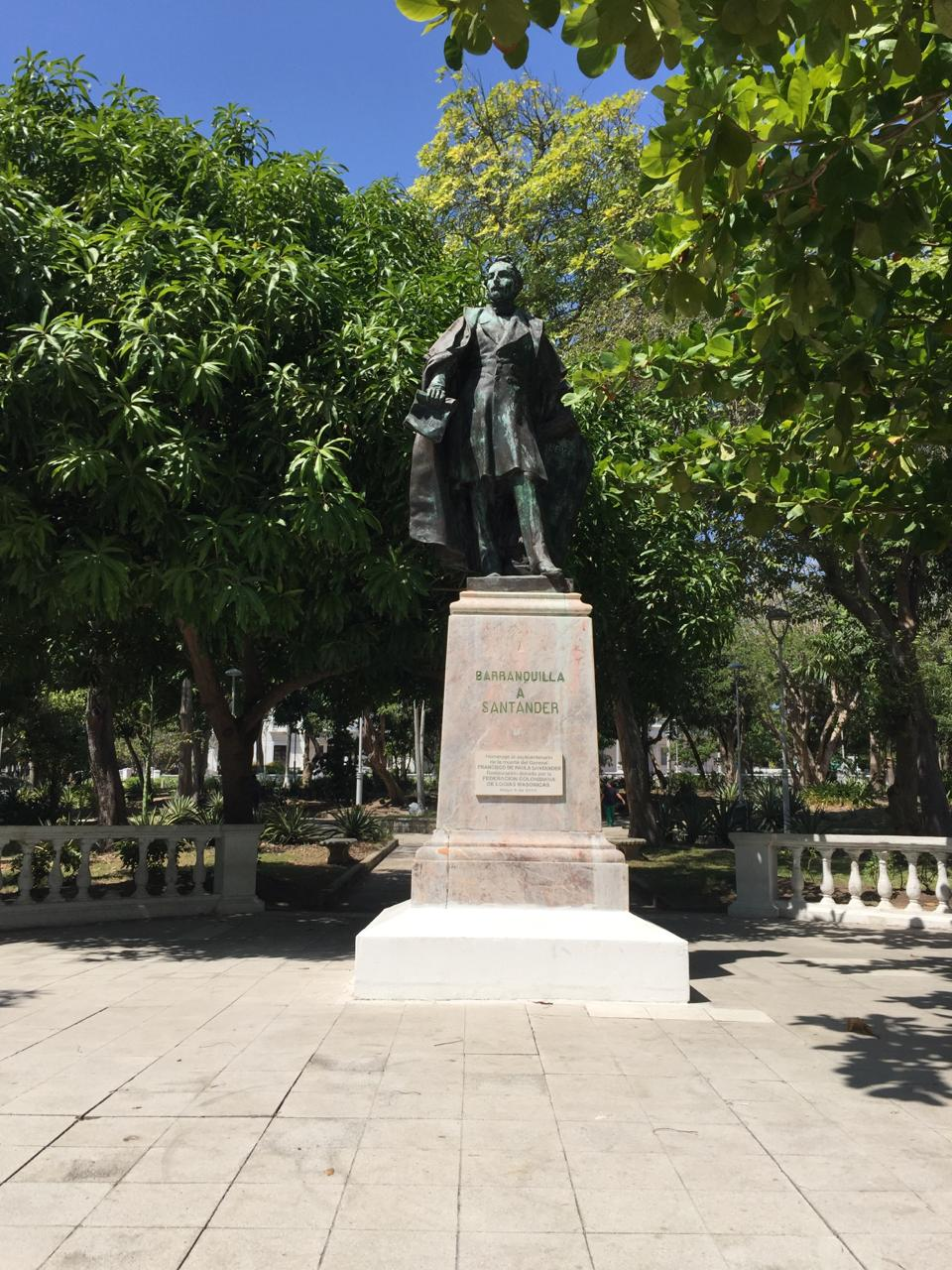
Parque Santander